# Religião no Mali

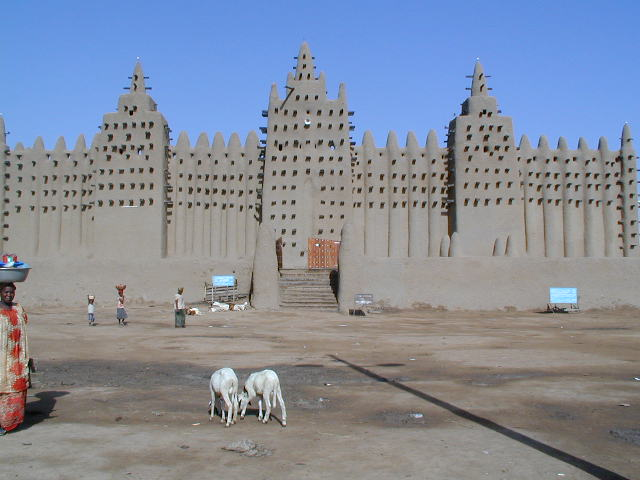
Grande Mesquita de Djenné

Segundo estimativas apresentadas em 2008, calcula-se que 90% de malianos são muçulmanos, principalmente sunitas. Aproximadamente 5% são cristãos (cerca de dois terços são católicos e um terço  protestante); Os restantes 5% dos malianos aderem à crenças animistas indígenas ou tradicionais. Estima-se que o Ateísmo e o agnosticismo sejam raros entre os malianos, a maioria dos quais afirmar praticar diariamente a sua religião.